# Elezioni comunali in Lombardia del 2005
Il 3 e 4 aprile 2005 (con ballottaggio il 17-18 aprile) in Lombardia si tennero le elezioni per il rinnovo di numerosi consigli comunali.

## Milano

### Bollate
| Candidati e Liste                            | Voti   | %      | Seggi |
| -------------------------------------------- | ------ | ------ | ----- |
| Carlo Giuseppe Stelluti                      | 12.124 | 54,88  | -     |
| Democratici di Sinistra                      | 3.683  | 18,50  | 7     |
| La Margherita                                | 2.121  | 10,66  | 4     |
| Partito della Rifondazione Comunista         | 1.597  | 8,02   | 3     |
| Partito dei Comunisti Italiani               | 1.536  | 7,72   | 2     |
| Patto per Bollate (UDEUR-Lista Civica)       | 860    | 4,32   | 1     |
| Socialisti Democratici Italiani              | 542    | 2,72   | 1     |
| Italia dei Valori                            | 313    | 1,57   | -     |
| Gianfranco Spiriti                           | 7.839  | 35,48  | 1     |
| Forza Italia                                 | 3.373  | 16,95  | 5     |
| Lega Nord                                    | 1.467  | 7,37   | 2     |
| Alleanza Nazionale                           | 1.447  | 7,27   | 2     |
| Unione dei Democratici Cristiani e di Centro | 644    | 3,24   | -     |
| Nuovo PSI                                    | 275    | 1,38   | -     |
| Luciano Conserva                             | 2.130  | 9,64   | 1     |
| Città per Cambiare                           | 2.047  | 10,28  | 1     |
| Totale alle liste                            | 19.905 | 100,00 | 28    |
| TOTALE                                       | 22.093 | 100,00 | 30    |

### Corsico
| Candidati e Liste                            | Voti   | %      | Seggi |
| -------------------------------------------- | ------ | ------ | ----- |
| Sergio Graffeo                               | 11.032 | 60,96  | -     |
| Democratici di Sinistra                      | 4.180  | 23,11  | 8     |
| Insieme per Corsico                          | 2.262  | 12,50  | 4     |
| Partito della Rifondazione Comunista         | 1.137  | 6,28   | 2     |
| La Margherita                                | 973    | 5,38   | 2     |
| Partito dei Comunisti Italiani               | 795    | 4,39   | 1     |
| Federazione dei Verdi                        | 563    | 3,11   | 1     |
| Socialisti Uniti per Corsico                 | 380    | 2,10   | -     |
| Italia dei Valori                            | 332    | 1,84   | -     |
| Antonio Russo                                | 6.646  | 33,14  | 1     |
| Forza Italia                                 | 3.798  | 20,99  | 8     |
| Alleanza Nazionale                           | 1.387  | 7,67   | 2     |
| Corsico in Movimento                         | 460    | 2,54   | -     |
| Nuovo PSI                                    | 454    | 2,51   | -     |
| Unione dei Democratici Cristiani e di Centro | 321    | 1,77   | -     |
| Davide Romagnano                             | 1.182  | 5,89   | 1     |
| Lega Nord                                    | 1.049  | 5,80   | -     |
| Totale alle liste                            | 18.091 | 100,00 | 28    |
| TOTALE                                       | 20.053 | 100,00 | 30    |

### Parabiago
| Candidati e Liste                                       | Voti   | %      | Seggi |
| ------------------------------------------------------- | ------ | ------ | ----- |
| Olindo Garavaglia                                       | 9.208  | 60,68  | -     |
| Forza Italia                                            | 3.439  | 26,12  | 6     |
| Lega Nord                                               | 1.582  | 12,01  | 2     |
| Gente di Parabiago-Parabiago Nuova                      | 1.295  | 9,83   | 2     |
| Alleanza Nazionale                                      | 1.060  | 8,05   | 2     |
| Unione dei Democratici Cristiani e di Centro            | 930    | 7,06   | 1     |
| Giorgio Nebuloni                                        | 5.966  | 39,32  | 1     |
| Democratici di Sinistra-Socialisti Democratici Italiani | 1.945  | 14,77  | 3     |
| Noi per la Città                                        | 819    | 6,22   | 1     |
| La Margherita                                           | 712    | 5,41   | 1     |
| Partito della Rifondazione Comunista                    | 582    | 4,42   | 1     |
| Federazione dei Verdi                                   | 469    | 3,56   | -     |
| Partito dei Comunisti Italiani                          | 335    | 2,54   | -     |
| Totale alle liste                                       | 13.168 | 100,00 | 19    |
| TOTALE                                                  | 15.174 | 100,00 | 20    |

### Segrate
| Candidati e Liste                            | Voti   | %      | Seggi |
| -------------------------------------------- | ------ | ------ | ----- |
| Adriano Alessandrini                         | 10.892 | 52,24  | -     |
| Forza Italia                                 | 5.142  | 28,75  | 10    |
| Alleanza Nazionale                           | 2.342  | 13,09  | 5     |
| Lega Nord                                    | 836    | 4,67   | 1     |
| Unione dei Democratici Cristiani e di Centro | 710    | 3,97   | 1     |
| Forza Segrate                                | 606    | 3,39   | 1     |
| Raffaello Pieri                              | 7.334  | 35,18  | 1     |
| Democratici di Sinistra                      | 2.738  | 15,31  | 4     |
| La Margherita                                | 1.201  | 6,71   | 2     |
| Aria Nuova per Segrate                       | 1.103  | 6,17   | 2     |
| Partito della Rifondazione Comunista         | 994    | 5,56   | 1     |
| Partito dei Comunisti Italiani               | 202    | 1,13   | -     |
| Biagio Latino                                | 2.144  | 10,28  | 1     |
| Federazione dei Verdi                        | 1.050  | 5,87   | 1     |
| Vivere Segrate                               | 370    | 2,07   | -     |
| Italia dei Valori                            | 185    | 1,03   | -     |
| Ricciotti Valente                            | 289    | 1,39   | -     |
| Alternativa Sociale                          | 234    | 1,31   | -     |
| Fabio Cavicchiolo                            | 189    | 0,91   | -     |
| Autonomisti per l'Europa                     | 173    | 0,97   | -     |
| Totale alle liste                            | 17.886 | 100,00 | 28    |
| TOTALE                                       | 20.848 | 100,00 | 30    |

### Trezzano sul Naviglio
| Candidati e Liste                            | Voti   | %      | Seggi |
| -------------------------------------------- | ------ | ------ | ----- |
| Liana Daniela Scundi Butturini               | 4.980  | 42,33  | -     |
| Democratici di Sinistra                      | 1.632  | 15,35  | 5     |
| Partito della Rifondazione Comunista         | 850    | 7,99   | 3     |
| La Margherita                                | 653    | 6,14   | 2     |
| Federazione dei Verdi                        | 468    | 4,40   | 1     |
| Socialisti Democratici Italiani              | 170    | 1,60   | -     |
| Partito dei Comunisti Italiani               | 163    | 1,53   | -     |
| UDEUR                                        | 153    | 1,44   | -     |
| Italia dei Valori                            | 139    | 1,31   | -     |
| Riprendiamoci Trezzano                       | 85     | 0,80   | -     |
| Giuseppe Russomanno                          | 5.485  | 46,82  | 1     |
| Forza Italia                                 | 2.037  | 19,16  | 4     |
| Alleanza Nazionale                           | 2.017  | 18.97  | 3     |
| Lega Nord                                    | 450    | 4,23   | -     |
| Impegno Civico                               | 434    | 4,08   | -     |
| Unione dei Democratici Cristiani e di Centro | 245    | 2,30   | -     |
| Guido Gadoni                                 | 548    | 4,66   | 1     |
| Insieme per Trezzano                         | 488    | 4,59   | 1     |
| Ivano Eugenio Padovani                       | 432    | 3,67   | -     |
| Padovani per Trezzano                        | 371    | 3,49   | -     |
| Rosario Marotta                              | 224    | 1,90   | -     |
| Lista Civica Pirani                          | 203    | 1,91   | -     |
| Stefano Ilariucci                            | 96     | 0,82   | -     |
| Rinascita Trezzanese                         | 76     | 0,71   | -     |
| Totale alle liste                            | 10.634 | 100,00 | 18    |
| TOTALE                                       | 11.765 | 100,00 | 20    |

## Lodi

### Lodi
| Candidati e Liste                            | Voti   | %      | Seggi |
| -------------------------------------------- | ------ | ------ | ----- |
| Lorenzo Guerini                              | 14.219 | 54,09  | -     |
| La Margherita                                | 3.268  | 15,44  | 8     |
| Democratici di Sinistra                      | 3.250  | 15,36  | 7     |
| Alleanza per Lodi                            | 1.776  | 8,39   | 4     |
| Rifondazione Comunista                       | 877    | 4,14   | 2     |
| Socialisti Democratici Italiani              | 681    | 3,22   | 1     |
| Comunisti Italiani                           | 534    | 2,52   | 1     |
| Federazione dei Verdi                        | 492    | 2,32   | 1     |
| Italia dei Valori                            | 343    | 1,62   | -     |
| Mauro Rossi                                  | 11.600 | 44,12  | 1     |
| Forza Italia                                 | 4.695  | 22,18  | 7     |
| Lega Nord                                    | 2.873  | 13,57  | 6     |
| Alleanza Nazionale                           | 1.067  | 5,04   | 1     |
| Unione dei Democratici Cristiani e di Centro | 930    | 4,39   | 1     |
| Gianmario Invernizzi                         | 471    | 1,79   | -     |
| Alternativa Sociale                          | 378    | 1,79   | -     |
| Totale alle liste                            | 21.164 | 100,00 | 39    |
| TOTALE                                       | 26.290 | 100,00 | 40    |

Fonte: Ministero dell'Interno

## Mantova

### Mantova
| Candidati e Liste                            | Voti   | %      | Seggi |
| -------------------------------------------- | ------ | ------ | ----- |
| Fiorenza Brioni                              | 13.478 | 46,21  | -     |
| Uniti nell'Ulivo                             | 9.932  | 41,27  | 21    |
| Comunisti Italiani                           | 720    | 2,99   | 1     |
| Federazione dei Verdi                        | 541    | 2,25   | 1     |
| Italia dei Valori                            | 514    | 2,14   | 1     |
| Roberto Vassalle                             | 10.853 | 37,21  | 1     |
| Forza Italia                                 | 4.175  | 17,35  | 6     |
| Alleanza Nazionale                           | 1.896  | 7,88   | 3     |
| Lega Nord                                    | 1.522  | 6,32   | 2     |
| Unione dei Democratici Cristiani e di Centro | 702    | 2,92   | 1     |
| Obiettivo Mantova                            | 166    | 0,69   | -     |
| Matteo Gaddi                                 | 2.621  | 8,99   | 1     |
| Rifondazione Comunista                       | 1.936  | 8,05   | 2     |
| Sergio Conte                                 | 782    | 2,68   | -     |
| Con Te per Mantova Libera                    | 635    | 2,64   | -     |
| Sergio Ciliegi                               | 641    | 2,20   | -     |
| Forum Mantova                                | 619    | 2,57   | -     |
| Giorgio Saggiani                             | 546    | 1,87   | -     |
| Civica Saggiani per Mantova                  | 506    | 2,10   | -     |
| Aldo Azzali                                  | 247    | 0,85   | -     |
| Alternativa Sociale                          | 200    | 0,83   | -     |
| Totale alle liste                            | 24.064 | 100,00 | 38    |
| TOTALE                                       | 29.168 | 100,00 | 40    |

Fonte: Ministero dell'Interno

## Monza e della Brianza

### Desio
| Candidati e Liste                            | Voti   | %      | Seggi |
| -------------------------------------------- | ------ | ------ | ----- |
| Giampiero Mariani                            | 12.567 | 53,98  | -     |
| Forza Italia                                 | 5.362  | 25,66  | 9     |
| Lega Nord                                    | 2.217  | 10,61  | 3     |
| Alleanza Nazionale                           | 1.333  | 6,38   | 2     |
| Desio 2000                                   | 1.199  | 5,74   | 2     |
| Unione dei Democratici Cristiani e di Centro | 963    | 4,61   | 1     |
| Indipendenti per Desio                       | 636    | 3,04   | 1     |
| Carlo Moscatelli                             | 9.749  | 41,87  | 1     |
| Democratici di Sinistra                      | 3.522  | 16,85  | 6     |
| La Margherita                                | 1.689  | 8,08   | 3     |
| Partito della Rifondazione Comunista         | 1.008  | 4,82   | 1     |
| Alternativa Verde                            | 719    | 3,44   | 1     |
| Federazione dei Verdi                        | 507    | 2,43   | -     |
| Partito dei Comunisti Italiani               | 357    | 1,71   | -     |
| Socialisti Democratici Italiani              | 333    | 1,59   | -     |
| Italia dei Valori                            | 227    | 1,09   | -     |
| Gianluca Bennati                             | 545    | 2,34   | -     |
| Movimento Civico Nuova Desio                 | 445    | 2,13   | -     |
| Giovanni Parma                               | 422    | 1,81   | -     |
| Desio Futura                                 | 381    | 1,82   | -     |
| Totale alle liste                            | 23.283 | 100,00 | 29    |
| TOTALE                                       | 20.898 | 100,00 | 30    |

### Seregno
| Candidati e Liste                            | Voti   | %      | Seggi |
| -------------------------------------------- | ------ | ------ | ----- |
| Giacinto Mariani                             | 15.417 | 60,97  | -     |
| Forza Italia                                 | 5.502  | 24,81  | 8     |
| Lega Nord                                    | 3.631  | 16,37  | 5     |
| Alleanza Nazionale                           | 1.899  | 8,56   | 2     |
| Amare Seregno                                | 1.419  | 6,40   | 2     |
| Unione dei Democratici Cristiani e di Centro | 1.267  | 5,71   | 2     |
| Pietro Amati                                 | 7.403  | 29,28  | 1     |
| Per Seregno Democratica (DS-DL-SDI-Verdi)    | 6.365  | 28,70  | 8     |
| Giuseppina Minotti                           | 1.912  | 7,56   | 1     |
| Partito della Rifondazione Comunista         | 1.605  | 7,24   | 1     |
| Francesco Cavallini                          | 555    | 2,19   | -     |
| Italia dei Valori                            | 488    | 2,20   | -     |
| Totale alle liste                            | 22.176 | 100,00 | 28    |
| TOTALE                                       | 25.287 | 100,00 | 30    |

## Pavia

### Pavia
| Candidati e Liste                            | Voti   | %      | Seggi |
| -------------------------------------------- | ------ | ------ | ----- |
| Piera Capitelli                              | 20.391 | 45,05  | -     |
| Democratici di Sinistra                      | 8.277  | 20,45  | 12    |
| Per Pavia con Albergati                      | 4.689  | 11,59  | 7     |
| Socialisti Democratici Italiani - MRE        | 1.580  | 3,90   | 2     |
| Rifondazione Comunista                       | 1.528  | 3,78   | 2     |
| Federazione dei Verdi                        | 812    | 2,01   | 1     |
| Comunisti Italiani                           | 616    | 1,52   | -     |
| Italia dei Valori                            | 401    | 0,99   | -     |
| Giorgio Rondini                              | 18.979 | 41,93  | 1     |
| Forza Italia                                 | 9.725  | 24,03  | 7     |
| Alleanza Nazionale                           | 3.617  | 8,94   | 3     |
| Lega Nord                                    | 2.752  | 6,80   | 2     |
| Unione dei Democratici Cristiani e di Centro | 1.012  | 2,50   | -     |
| Elio Veltri                                  | 2.717  | 6,00   | 1     |
| Cantiere per Pavia                           | 2.570  | 6,35   | 1     |
| Francesco Adenti                             | 1.553  | 3,43   | 1     |
| Città per l'Uomo                             | 1.426  | 3,52   | -     |
| Giammatteo Rona                              | 625    | 1,38   | -     |
| Comitato per Pavia                           | 265    | 0,65   | -     |
| Alternativa Sociale                          | 223    | 0,55   | -     |
| Costantino Amiti                             | 576    | 1,27   | -     |
| Partito Pensionati                           | 575    | 1,42   | -     |
| Giancarlo Magenta                            | 420    | 0,93   | -     |
| Nuovo PSI                                    | 397    | 0,98   | -     |
| Totale alle liste                            | 40.465 | 100,00 | 37    |
| TOTALE                                       | 45.261 | 100,00 | 40    |

Fonte: Ministero dell'Interno

### Vigevano
| Candidati e Liste                            | Voti   | %      | Seggi |
| -------------------------------------------- | ------ | ------ | ----- |
| Ambrogio Cotta Ramusino                      | 18.556 | 54,00  | -     |
| Forza Italia                                 | 8.855  | 29,50  | 10    |
| Lega Nord                                    | 3.569  | 11,89  | 4     |
| Alleanza Nazionale                           | 2.201  | 7,33   | 2     |
| Lista Gabriele Righi                         | 990    | 3,30   | 1     |
| Unione dei Democratici Cristiani e di Centro | 972    | 3,24   | 1     |
| Lucia Rossi                                  | 11.645 | 33,89  | 1     |
| Uniti nell'Ulivo                             | 6.958  | 23,18  | 8     |
| Partito della Rifondazione Comunista         | 1.071  | 3,57   | 1     |
| Partito dei Comunisti Italiani               | 778    | 2,59   | -     |
| Federazione dei Verdi                        | 639    | 2,13   | -     |
| Giuseppe Bellazzi                            | 2.794  | 8,13   | 1     |
| Polo Laico                                   | 2.694  | 8,98   | 1     |
| Enrico Bocca Corsico Piccolini               | 921    | 2,68   | -     |
| Lega Padana Lombardia                        | 878    | 2,93   | -     |
| Giuseppe Pomati                              | 449    | 1,31   | -     |
| Alternativa Sociale                          | 411    | 1,37   | -     |
| Totale alle liste                            | 30.016 | 100,00 | 28    |
| TOTALE                                       | 34.365 | 100,00 | 30    |

### Voghera
| Candidati e Liste                            | Voti   | %      | Seggi |
| -------------------------------------------- | ------ | ------ | ----- |
| Aurelio Torriani                             | 14.337 | 57,14  | -     |
| Forza Italia                                 | 8.318  | 36,38  | 12    |
| Lega Nord                                    | 1.726  | 7,55   | 2     |
| Alleanza Nazionale                           | 1.611  | 7,05   | 2     |
| Unione dei Democratici Cristiani e di Centro | 1.315  | 5,75   | 2     |
| Giannino Gatti                               | 6.627  | 26,34  | 1     |
| Uniti nell'Ulivo                             | 6.292  | 27,52  | 8     |
| Massimo Sartirana                            | 2.888  | 11,48  | 1     |
| Partito della Rifondazione Comunista         | 1.069  | 4,68   | 1     |
| Governo Civico in Comune                     | 713    | 3,12   | 1     |
| Partito dei Comunisti Italiani               | 439    | 1,92   | -     |
| Federazione dei Verdi                        | 192    | 0,84   | -     |
| Emanuela Lucia Rocchi                        | 510    | 2,03   | -     |
| Partito Pensionati                           | 501    | 2,19   | -     |
| Giovanni Bottazzi                            | 453    | 1,80   | -     |
| Alternativa Sociale                          | 403    | 1,76   | -     |
| Maria Gabriela D'Alba                        | 305    | 1,21   | -     |
| Più Donne                                    | 287    | 1,26   | -     |
| Totale alle liste                            | 22.866 | 100,00 | 28    |
| TOTALE                                       | 25.160 | 100,00 | 30    |

## Varese

### Samarate
| Candidati e Liste                            | Voti   | %      | Seggi |
| -------------------------------------------- | ------ | ------ | ----- |
| Vittorio Solanti                             | 3.912  | 39,05  | -     |
| La Margherita                                | 1.587  | 17,12  | 5     |
| Democratici di Sinistra                      | 1.259  | 13,58  | 4     |
| Sinistra per Samarate                        | 675    | 7,28   | 2     |
| Ermanno Venco                                | 4.287  | 42,79  | 1     |
| Forza Italia                                 | 1.748  | 18,86  | 3     |
| Lega Nord                                    | 1.722  | 18,58  | 3     |
| Alleanza Nazionale                           | 564    | 6,08   | -     |
| Carlo Aspesi                                 | 718    | 7,17   | 1     |
| Lista Samarate                               | 685    | 7,39   | -     |
| Antonella Cioffi                             | 529    | 5,28   | 1     |
| Lista Civica Indipendenti                    | 488    | 5,26   | -     |
| Roberto Brunazzo                             | 420    | 4,19   | -     |
| Unione dei Democratici Cristiani e di Centro | 395    | 4,26   | -     |
| Antonella Lo Fiego                           | 153    | 1,53   | -     |
| Italia Futura in Europa                      | 146    | 1,58   | -     |
| Totale alle liste                            | 9.269  | 100,00 | 17    |
| TOTALE                                       | 10.019 | 100,00 | 20    |

### Somma Lombardo
| Candidati e Liste                            | Voti  | %      | Seggi |
| -------------------------------------------- | ----- | ------ | ----- |
| Guido Colombo                                | 4.029 | 41,20  | -     |
| Forza Italia                                 | 2.330 | 26,70  | 7     |
| Lega Nord                                    | 1.191 | 13,65  | 4     |
| Unione dei Democratici Cristiani e di Centro | 295   | 3,38   | 1     |
| Virginia Brasca                              | 3.968 | 40,58  | 1     |
| La Margherita                                | 1.024 | 11,73  | 2     |
| Democratici di Sinistra                      | 605   | 6,93   | 1     |
| Lista Brovelli                               | 573   | 6,57   | 1     |
| Partito della Rifondazione Comunista         | 558   | 6,39   | 1     |
| Partito dei Comunisti Italiani               | 312   | 3,58   | -     |
| Socialisti Democratici Italiani              | 132   | 1,51   | -     |
| Luigi Bollazzi                               | 737   | 7,54   | 1     |
| Insieme per Difendere Somma                  | 707   | 8,10   | -     |
| Romano Selvini                               | 593   | 6,06   | 1     |
| Alleanza Nazionale                           | 569   | 6,52   | -     |
| Sofia Mariotti                               | 290   | 2,97   | -     |
| Nuovo PSI                                    | 277   | 3,17   | -     |
| Alba Maria Stamerra                          | 161   | 1,65   | -     |
| Alternativa Sociale                          | 154   | 1,76   | -     |
| Totale alle liste                            | 8.727 | 100,00 | 17    |
| TOTALE                                       | 9.778 | 100,00 | 20    |